# Клеман, Катрин
Катрин Клеман (фр. Catherine Clément; род. 10 февраля 1939, Булонь-Бийанкур) — французский философ, феминистка и литературный критик.

## Биография
Родилась 10 февраля 1939 года в Булонь-Бийанкур во Франции. Получила степень в области философии в парижской Высшей нормальной школе, училась в Клода Леви-Строса и Жака Лакана, которые работали в отрасли антропологии и психоанализа.
Член школы французского феминизма, издала книги совместно с Элен Сиксу и Юлией Кристевой.
Опубликовала полтора десятка эссе, среди которых — «Сыновья Фрейда устали», «Жак Лакан — жизнь и легенда», «Опера, или Поражение женщин», «Леви-Строс, или Структура и несчастья», «Вкус меда», «Синкопа (философия вознесения на небо)», «Юная рождённая» (в соавторстве с Элен Сиксу), «Филипп Солее» и другие.
Автор многих романов: «Билдунг» (1978), «Султана» (1981), «Венецианский мавр» (1983), «Синяя паника» (1986), «Сенора», «Адриенна Лекуврер, или Захваченное сердце» (1991), «С любовью к Индии» (1993), «Незаконченный вальс» (1994), «Шлюха дьявола» (1996), «Путешествие Тео» (1998), «Мартин и Ханна» (1999), «Afrique esclave» (1999), «Jésus au bûcher» (2000), «Cherche-midi» (2000), «Les Mille Romans de Bénarès» (2000), «Le Sang du monde» (2004), «Les derniers jours de la déesse» (2006), «La Princesse Mendiante» (2007), «Dix Mille Guitares» (2010), «La Reine des cipayes» (2012).
Катрин Клеман много лет жила за границей, так как её муж Андре Левин — дипломат, который был послом Франции в Индии, Австрии, Гвинее, Гамбии и Сенегале.